# 拉格蘭奇 (北卡羅萊納州)
拉格蘭奇（英語：La Grange）是一個位於美國北卡羅萊納州勒諾縣的城鎮。

## 人口
根據2020年美國人口普查的數據，拉格蘭奇的面積為5.99平方千米，當中陸地面積為5.97平方千米，而水域面積為0.02平方千米。當地共有人口2595人，而人口密度為每平方千米433人。